# Catecumenato
Il catecumenato era nella Chiesa delle origini lo stato di coloro che si preparavano a ricevere il sacramento del Battesimo, detti appunto catecumeni e quindi il periodo di preparazione che precede l'officiatura del rito.

## Nelle prime comunità cristiane
Dopo i primi secoli di vita della Chiesa (storia della Chiesa), nei quali era officiato in forma collettiva in età adulta, attraverso una triplice immersione in acqua (dapprima nei fiumi, poi nei battisteri) o l'uso di altri crismi (come l'olio dei catecumeni, consacrato dal vescovo nella messa del giovedì santo), cadde in disuso poiché il battesimo cominciò a essere amministrato nella primissima infanzia, rinviando poi all'educazione cristiana (della famiglia, della parrocchia, della società) la trasmissione della fede, corroborata dalla preparazione agli altri sacramenti della vita cristiana (Comunione, Cresima, Matrimonio, ecc.).

## Dopo il Concilio Vaticano II
La Chiesa Cattolica con il Concilio Vaticano II, nel Decreto "Ad Gentes" ha visto la necessità di rivalutare questa prassi a causa del sempre maggior numero di bambini a cui non viene amministrato il battesimo e ritorna a essere necessario anche a causa della presenza non più sporadica di adulti che chiedono di essere battezzati, particolarmente in seguito agli importanti fenomeni migratori attuali.
Il 6 gennaio 1972 è stato pubblicato l'Ordo Initiationis Christianae Adultorum (Rito dell'iniziazione cristiana degli adulti, RICA) contenente le linee generali del rito.
Il catecumenato è per definizione riservato ai soli candidati al battesimo (cioè quelli che ancora non lo hanno ricevuto, visto che secondo la fede cristiana il battesimo si può amministrare una sola volta nella vita). Tuttavia, dopo il Concilio Vaticano II, è stato proposto "un sapiente ritorno al catecumenato antico", anche per i battezzati, al fine di far conseguire una appropriata "statura" di fede adulta a quanti, pur avendo già ricevuto il Battesimo, non hanno opportunamente seguito il percorso di iniziazione e formazione qual è il "catecumenato". In tal caso si parla più precisamente di formazione post-battesimale come indicato nel CCC al n. 1231.